# Savitribai Phule
Savitribai Jyotirao Phule (3 janvier 1831 – 10 mars 1897) est une réformatrice sociale, éducatrice et poétesse indienne. Elle est considérée comme la première enseignante d'Inde. Avec son mari, Jyotirao Phule, elle joue un rôle important dans l'amélioration des droits de la femme en Inde au cours de la domination Britannique. Phule et son époux fondent la première école de filles à Pune gérée par des natifs Indiens en 1848. Elle lutte pour l'abolition de la discrimination et des  traitements injustes des personnes fondées sur la caste et le genre. Elle est considérée comme une figure importante du mouvement de réforme sociale de l’État du Maharashtra.

## Biographie
Savitribai Phule est née en 1831 à Naigaon, dans la Présidence de Bombay dans une famille d'agriculteurs. Ses parents étant pauvres et ayant trois jeunes frères, elle ne va pas à l'école et aide sa mère aux tâches ménagères. À l'âge de neuf ans, elle est mariée à Jyotirao Phule alors âgé de douze ans. Savitribai et Jyotirao n'ont pas d'enfants, mais ils adoptent Yashavantrao, un fils né d'une veuve Brahmane.
Lorsque Jyotirao Phule ouvre une école pour filles à Pune en 1848, Savitribai Phule est la première professeure de l'école. La première année, ils n'ont que neuf étudiantes. Avec son mari, elle enseigne à des enfants de différentes castes et ils ouvrent un total de 18 écoles. Le couple ouvre également un centre de soins appelé Balhatya Pratibandhak Griha pour les femmes enceintes victimes de viol et les aide à mettre au monde leurs enfants.
Savitribai et son fils adoptif, Yashwant, ouvrent une clinique pour traiter les personnes touchées par la peste bubonique (qui ravage alors la Chine) quand celle-ci apparaît dans la région de Nallasopara en 1897. La clinique est établie à la périphérie de la ville de Pune, dans une zone libre d'infection. Savitribai accueille personnellement les patients à la clinique où son fils les traite. Pendant des soins aux patients, elle contracte la maladie. Elle meurt le 10 mars 1897 alors qu'elle s'occupe d'un patient.

## Poésie
Savitribai Phule écrit de nombreux poèmes contre la discrimination et conseille aux gens de s'informer,. Deux livres de ses poèmes sont publiés à titre posthume, Kavya Phule (1934) et Bavan Kashi Subodh Ratnakar (1982).

## Héritage

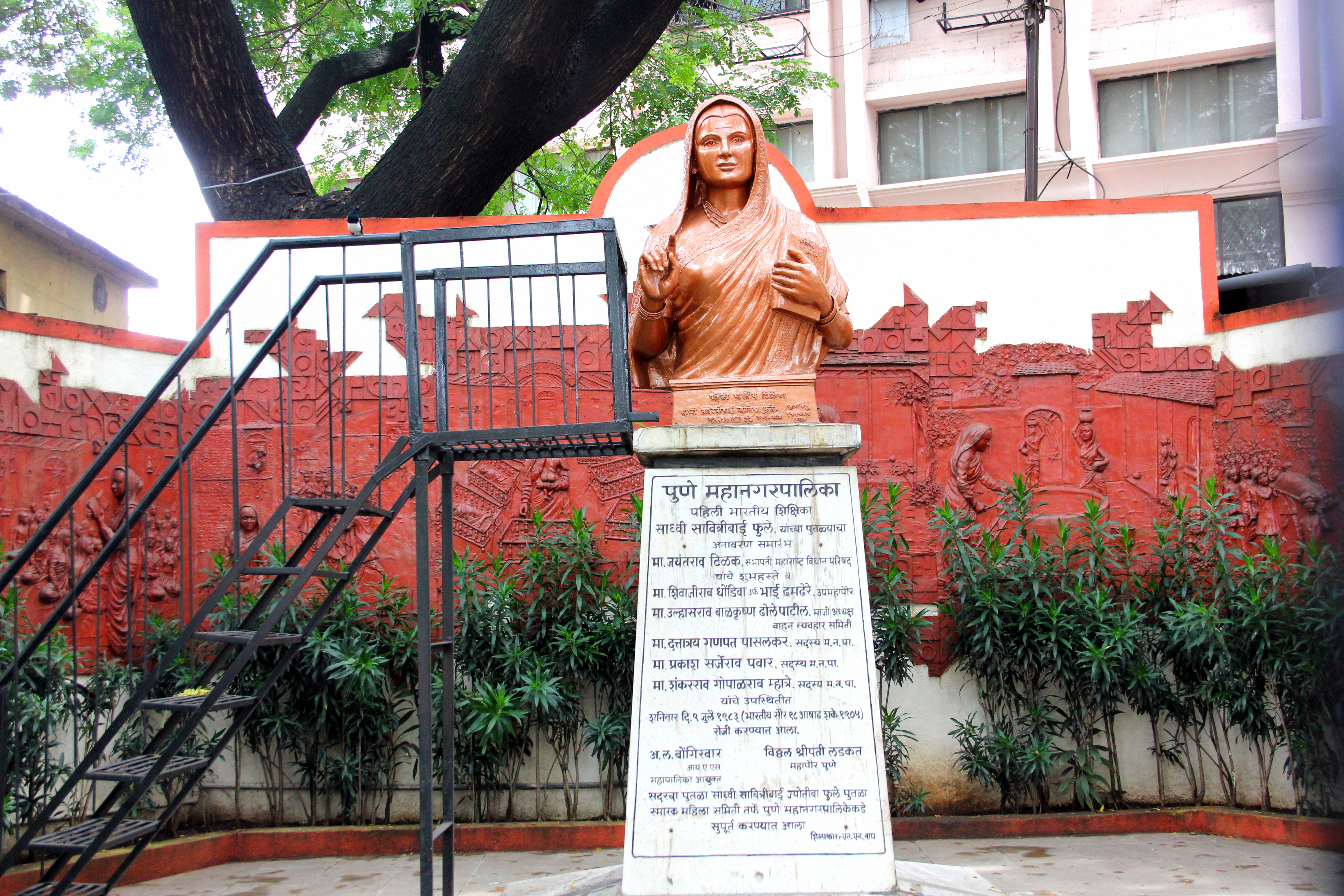
Buste de Savitribai Phule à Pune.

- Un mémorial est créé par le Pune City Corporation en 1983[11].
- En 2015, l'université de Pune est rebaptisée université Savitribai-Phule de Pune en son honneur[12].
- Le 10 mars 1998, un timbre est émis par l'India Post en son honneur[11].

- Le 3 janvier 2017, le moteur de recherche Google marque le 186e anniversaire de la naissance de Savitribai Phule avec un Google Doodle[13],[14].

- Avec Ambedkar et Annabhau Sathe, Phule est devenu une icône, en particulier dans la caste des Dalit Mang. Les femmes dans les branches locales de Manavi Hakk Abhiyan (Campagne pour les Droits de l'Homme, un corps Mang-Ambedkarite)[15] organisent des processions pour leurs anniversaires[16].

- Un prix, le Savitribai Phule Award récompense chaque année une réformatrice sociale de l'État du Maharashtra[11].